# Spiskrok

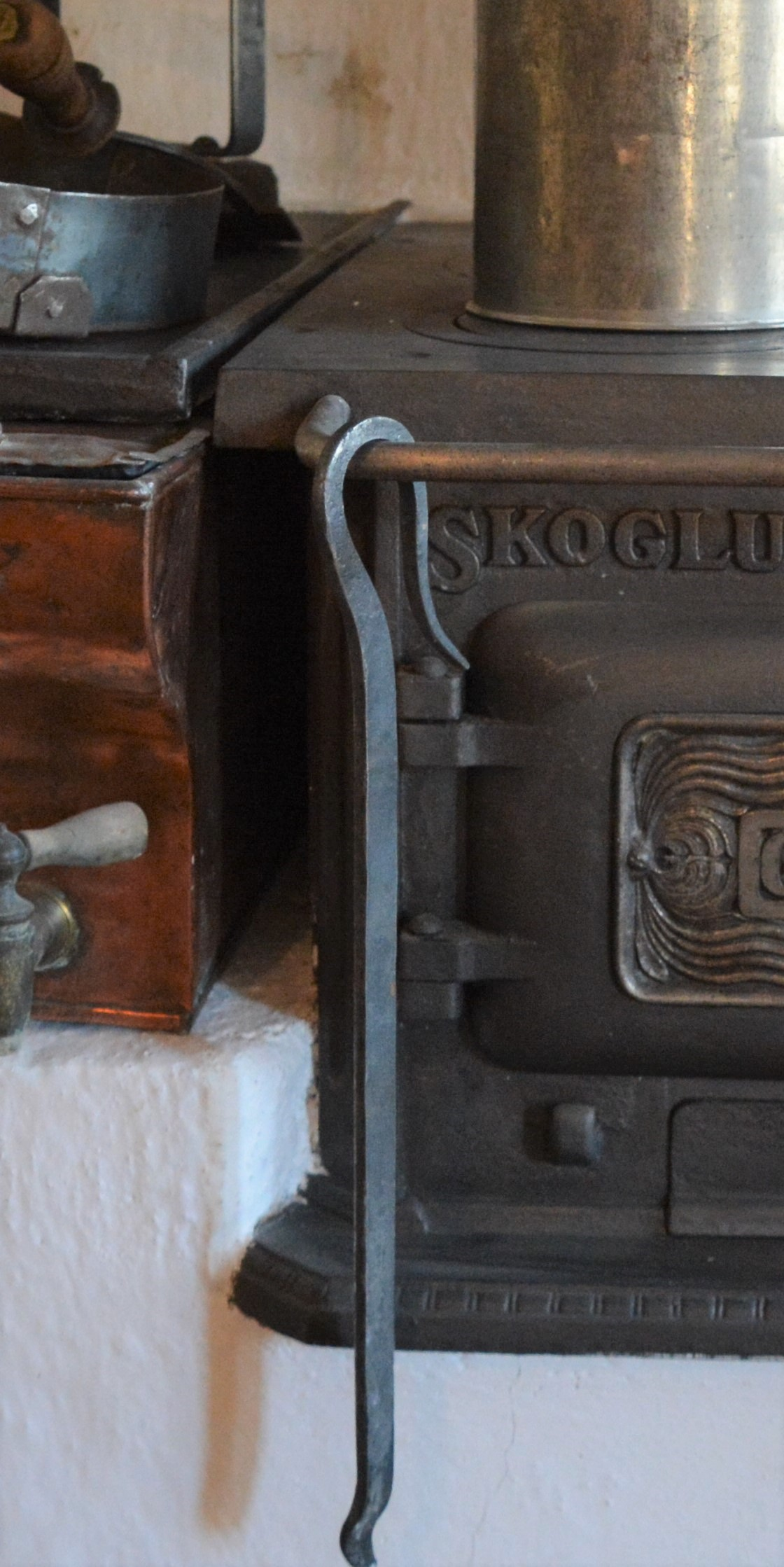
Spiskrok av plattjärn

Spiskrok, eller spiselkrok, är ett smitt redskap, omkring 30 centimeter långt, lätt krökt i ena ändan och med en upphängningskrok i den andra.
Spiskroken är avsedd att användas för att öppna heta gjutjärnsspisluckor och spisringar med, eller för att lyfta heta kokplattor på en kamin. Spiskrokar var vanliga hushållstillbehör under andra hälften av 1800-talet och under 1900-talets första decennier.
Spiskroken kan vara av obehandlat järn eller vara förkromad, och försedd med en kromad spiral mitt på eller vid greppändan.